# محاكمة شكلية

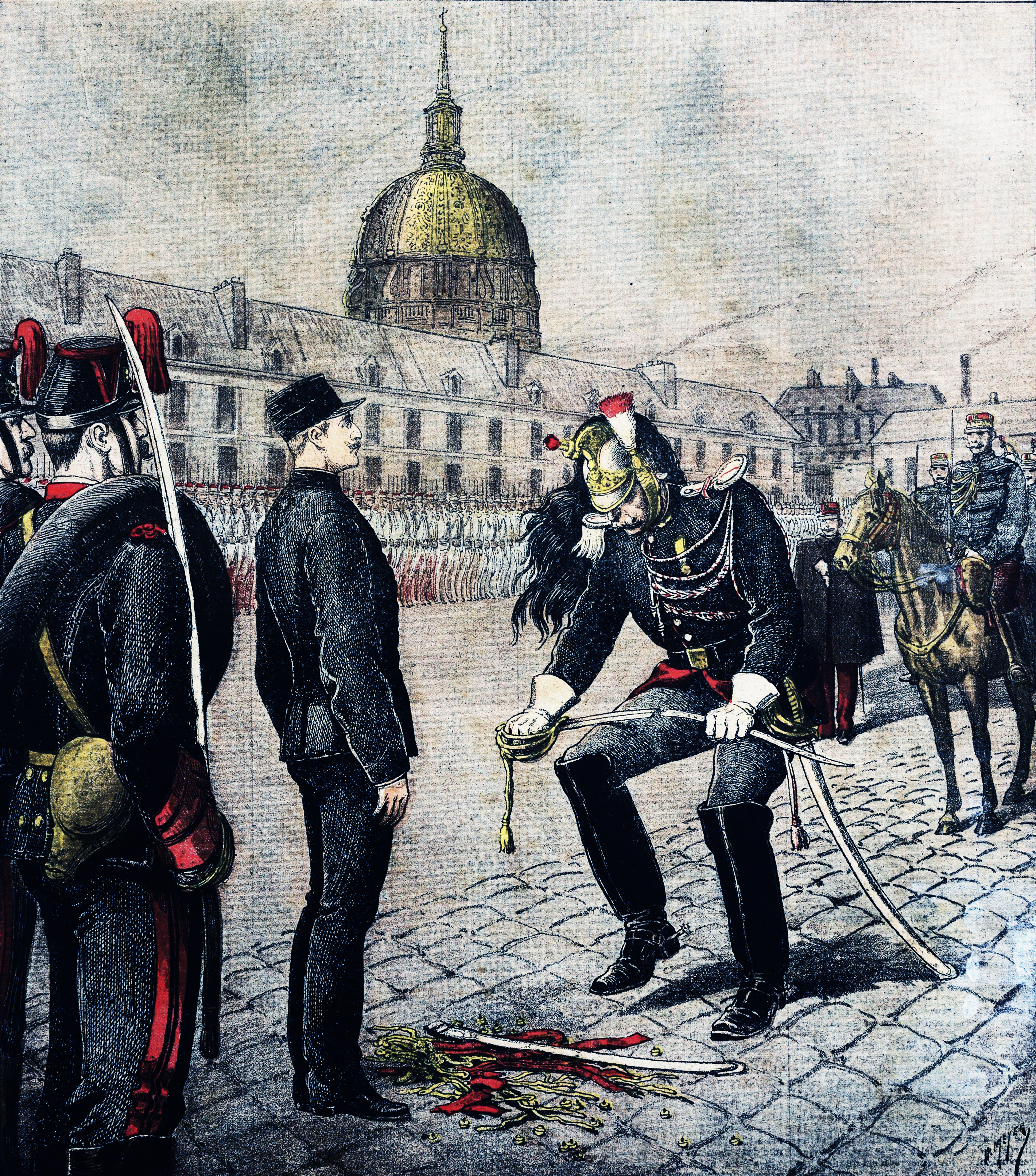
نزع رتبة ألفريد دريفوس عام 1894 أثناء محاكمته الشكلية، والتي نجمت عنها قضية دريفوس في فرنسا.

المحاكمة الشكلية أو المحاكمة الصورية هي نوع من أنواع المحاكمات العلنية تكون فيه السلطة القضائية قد قرَّرت مسبقاً - قبل عقد المحكمة - الجناية التي ارتكبها المدعى عليه وتجريمه بها، ومن ثم فإن الوظيفة الفعلية للمحاكمة تكون شكلية هدفها الوحيد هو تقديم الحكم للعامة على أنه حكم صحيحٌ ودقيقٌ لا خطأ فيه، وإقناع الناس بحجم جناية المتهم، وفي كل الأحوال فإن الهدف من المحاكمة بالنهاية سيكون تجريم المدعى عليه بالجناية بأي طريقة. تميل المحاكمات الشكلية إلى أن تكون جزائية، عوضاً عن أن تكون عادلة، والغرض الرئيسي منها هو الدعاوة. وقد ظهر مصطلح المحاكمة الشكلية للمرة الأولى خلال ثلاثينيات القرن العشرين.
يصف البعض الهدف من المحاكمات الشكلية بأنَّه «فصل الدعاوى قبل الفصل بها»، ولضعف القوانين المتعلّقة بالمحاكمات الجزائية في بعض الدول (مثل لبنان) فإنَّه من الممكن أن لا يحصل المدعي العام على وقتٍ للإجابة، بينما القاضي له مهلة إلزامية قدرها سبعة أيام، وذلك ما يسمح بجعل المحاكمات شكلية في بعض الحالات. رغم ذلك، فإنَّه من غير الممكن وجود الدفوع الشكلية في محاكم الاستئناف أو التمييز.
ثمَّة أدلة من الشريعة الإسلامية تشير إلى عدم جواز المحاكمات الشكلية، ومنها حديث الرسول محمد: «فلا تقضينَّ حتى تسمع من الآخر كما سمعت من الأول»، وذلك يتنافى مع أسلوب المحاكمة الشكلية الذي لا يعطي فرصة للمدعى عليه للدّفاع. رغم ذلك، فإنَّ الفقه الإسلامي بعمومه لا يورد الكثير من التفاصيل عن المحاكمات الشكلية، كما أنه لا يصفها بتعريفٍ واضح ولا حتى باسمٍ خاصٍّ محدد كما في القانون الحديث، بل يأتي على ذكر ما هو في حكمها ضمن سياقات عامة.

## أمثلة
من المحاكمات الشكلية تاريخياً:
- محاكمة ألفريد دريفوس: حوكم وأعدم في فرنسا عام 1894 محاكمة وصفت كثيراً بأنها شكلية، وذلك بتهمة التجسس لصالح الإمبراطورية الألمانية، تسبَّبت محاكمته بإثارة قضية دريفوس التي نجم عنها صراعٌ كبيرٌ في الجمهورية الفرنسية.
- محاكمة عمر المختار: حاكمته السلطات الاستعمارية الإيطالية في ليبيا بعد القبض عليه محاكمة شكلية، حيث كانت مشنقته وتجهيزات إعدامه قد أُعِدَّت مسبقاً قبل بدء محاكمته.[3]
- محاكمات ميدان تيانامن: أقيمت الكثير من المحاكمات الشكلية عام 1989 في الصين بساحة تيانامن، عقب القمع الدموي لحركة احتجاجية ضد السلطات.

محاكمات حديثة زُعِمَ أنها كانت شكلية:
- محاكمة عدنان مندريس، أول رئيس منتخب في تركيا، بعد أن انقلب الجيش مدعوما بالقوى العلمانية على السلطة، تم الحكم عليه بالإعدام.
- محاكمة محمد حسني مبارك: وصف عضو مجلس الشعب المصري أبو العز الحريري محاكمة الرئيس السابق محمد حسني مبارك بأنها محاكمة شكلية، وقد قال عنها أنه «لا يرى هناك محاكمة لكي يَصدُرَ عنها حكم».[4]
- محاكمة هشام طلعت مصطفى: طعن محاميه في الحكم الصادر من محكمة جنايات القاهرة القاضي بالسجن لمدة 15 عاماً، قائلاً أن رئيس المحكمة لم يستدعِ شهوداً ولم يستمع إلى المحامين، وطالب بإجراء محاكمة أكثر عدلاً.[5]

## كتب ومؤلَّفات
- نبيل شديد الفاضل رعد (2009): الدفوع الشكلية في قانون أصول المحاكمات الجزائية، دراسة مقارنة. تقديم فرنسوا تارة وجاك هنري روبير. الناشر خاص.
- رائد علي محمد الكردي (2006): الدفوع الشكلية بين الشريعة وقانون أصول المحاكمات المدنية. كلية الدراسات العليا، الجامعة الأردنية.
- محمد نعيم ياسين (2000): نظرية الدعوى بين الشريعة الإسلامية وقانون المرافعات المدنية والتجارية. دار النفائس.
- محمود محجوب أبو النور (1999): نظرية الدفوع للدعوى القضائية في الفقه الإسلامي "دراسة مقارنة". الدار السودانية للكتب.
- زياد صبحي علي ذياب (1994): الدفوع الشكلية في الفقه الإسلامي والقانون. المكتبة الوطنية.
- أحمد أبو الوفا (1954): نظرية الدفوع في قانون المرافعات. دار المعارف.